# Myōshin-ji
Myōshin-ji (妙心寺?) es un templo budista de la rama asociada del Budismo Rinzai Zen, está ubicado en Kioto, Japón. El templo fue construido en el año 1337, cubre 43 hectáreas y es el templo principal del Rinzai Zen.

## Historia

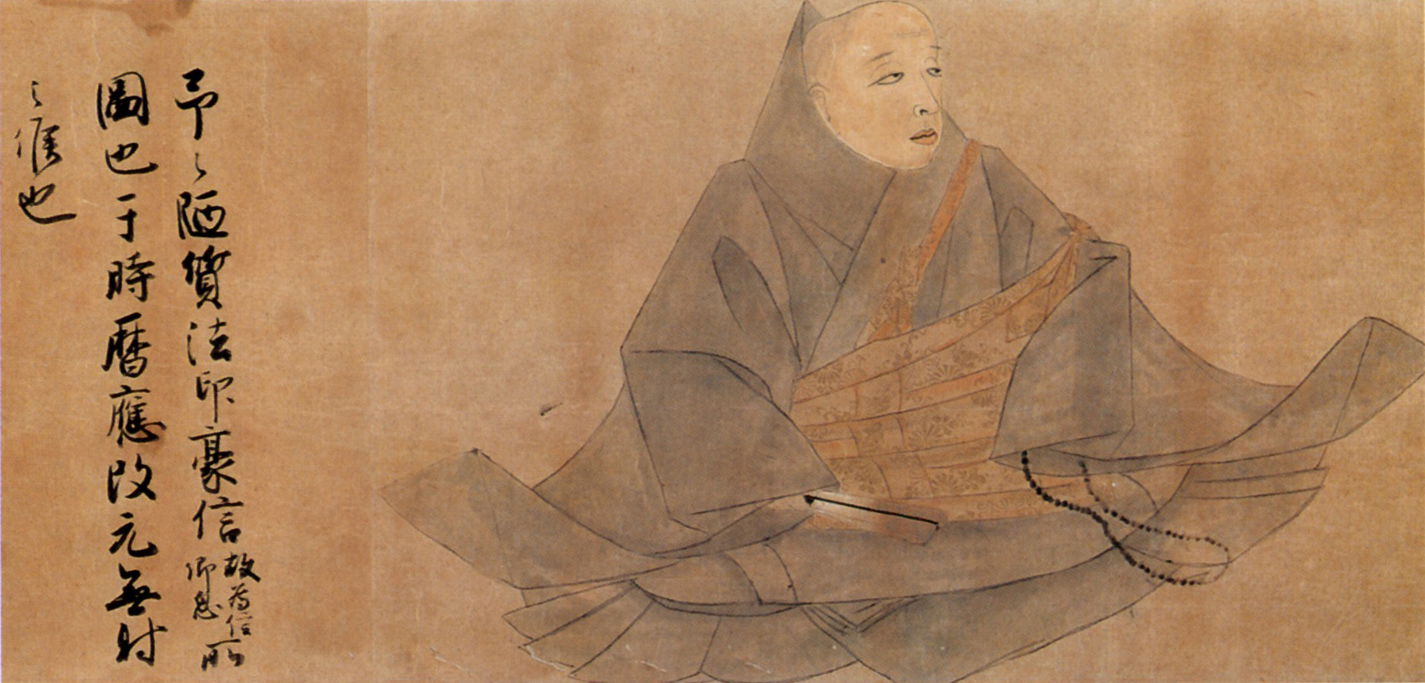
Portrato de Emperador Hanazono Tennōquien patrocinó la fundación de Myōshin-ji, después de tomar la tonsura

El templo fue originalmente un palacio para el Emperador Hanazono Tennō. Hanazono se abdicó en el año 1318 y tomó la tonsura budista (se hizo monje) en 1335. En 1342 donó el palacio para construir el templo. 
El templo principal fue fundado en 1342 por el maestro Zen Kanzan Egen (1277-1360), tercer patriarca en el linaje Ōtōkan influyente.
Casi todos los edificios fueron destruidos en la Guerra de Ōnin en 1467. Sin embargo, muchos de ellos han sido reconstruidos, inicialmente bajo la dirección de Sekko-Soshin Zenji (1408-1486), el sexto patriarca. Los edificios actuales fueron construidos a finales del siglo XV hasta principios del siglo XVII y en la actualidad los jardines de Myoshin-ji están designados a nivel nacional un lugar de belleza escénica y sitio histórico. 
La campana del templo, conocida como Okikicho, es el ejemplo más antiguo conocido de un bonshō (campana del templo budista) en Japón. Es la campana más antigua del mundo que aún se utiliza.

## Edificios
Importante propiedades culturales de Japón
- Sanmon - Construido en 1599.
- Sho-hōjō - Construido en 1603.
- Minamimon - Construido en 1610.
- Kitamon - Construido en 1610.
- Chokushimon - Construido en 1610.
- Kuri - Construido en 1653.
- Dai-hōjō - Construido en 1654.
- Genkan - Construido en 1654.
- Hattō - Construido en 1656.
- Yokushitsu - Construido en 1656.
- Shindō - Construido en 1656.
- Kyōzō - Construido en 1673.
- Butsuden - Construido en 1827.

## Galería

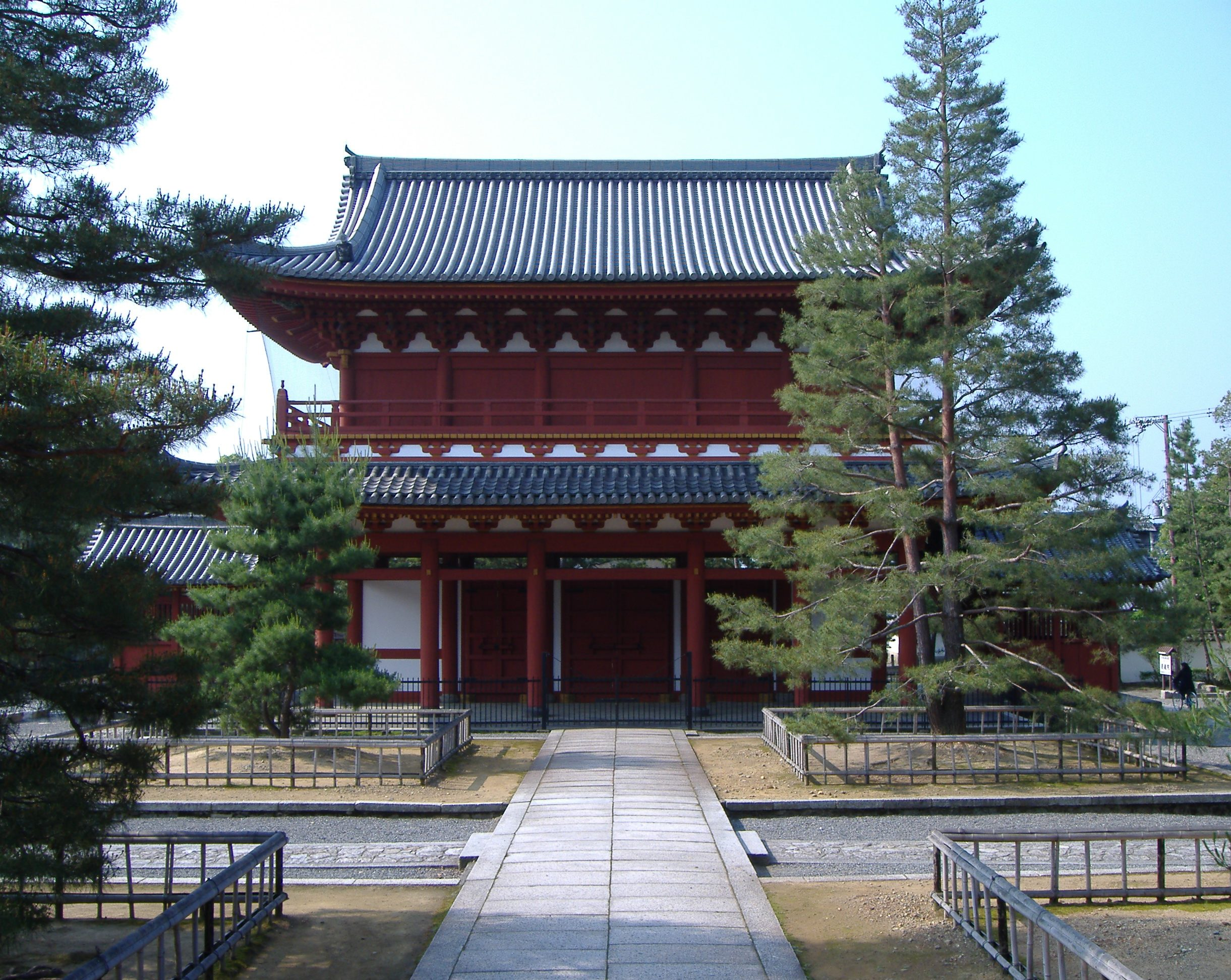
Sanmon
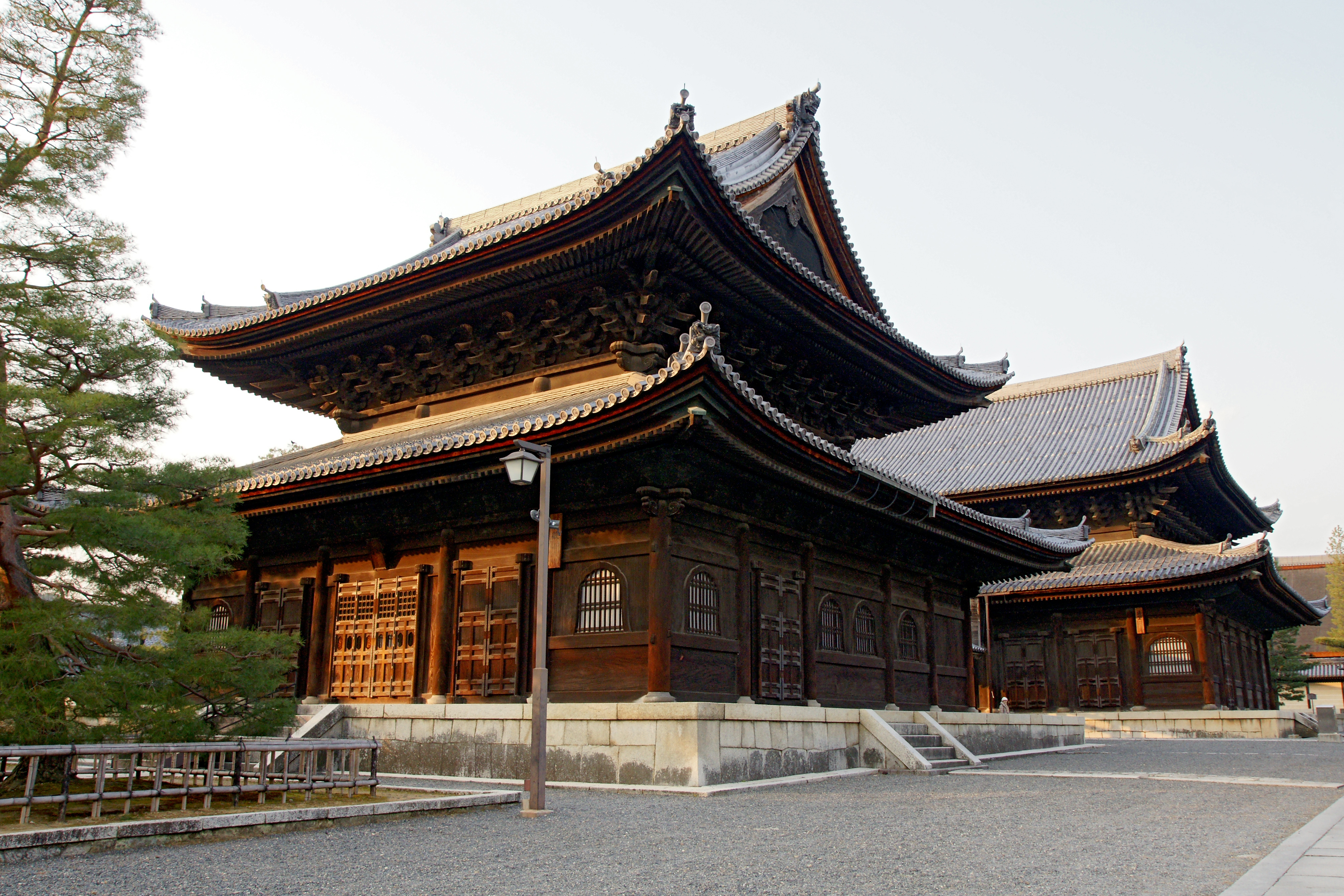
Butsuden y Hattō
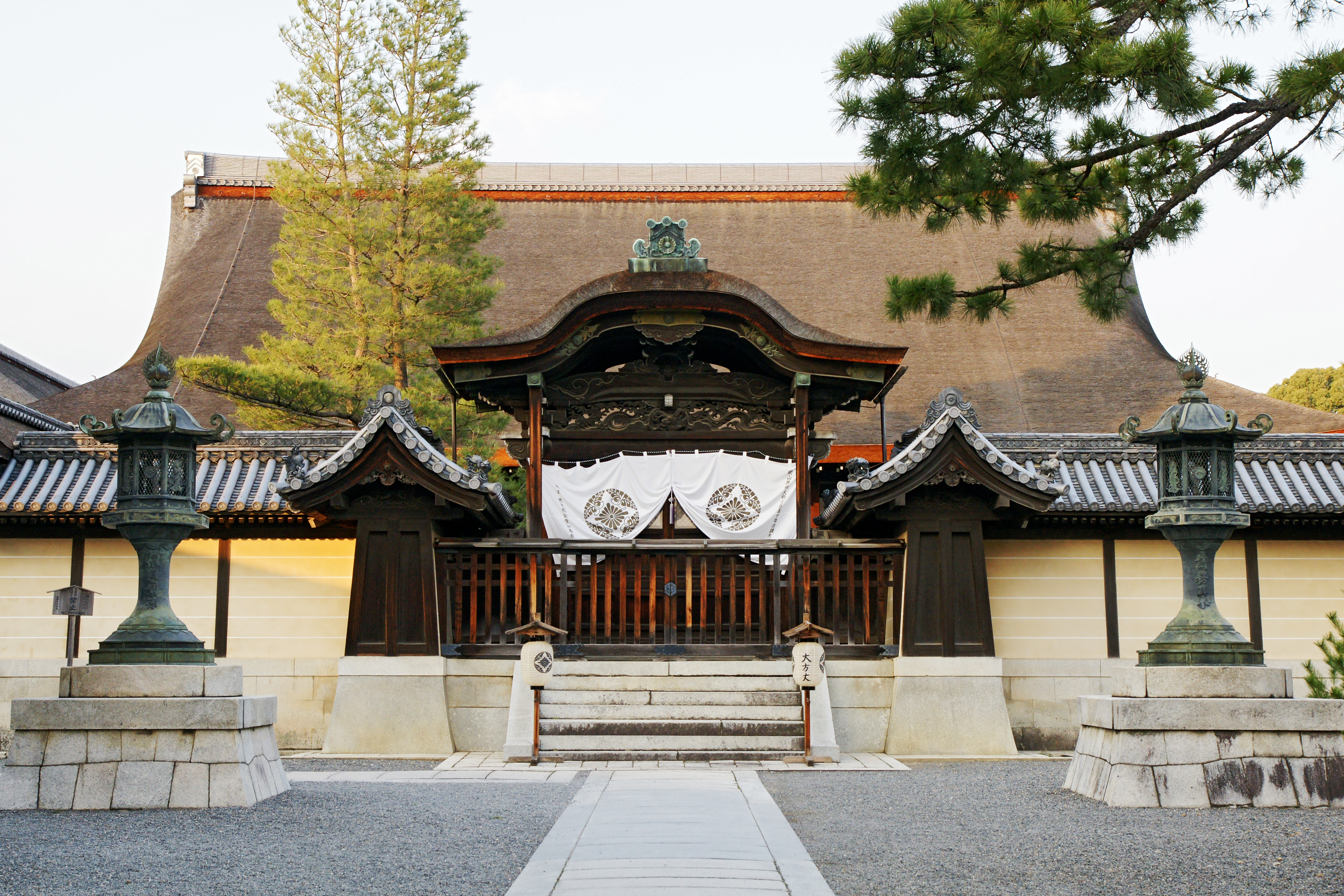
Dai-hōjō
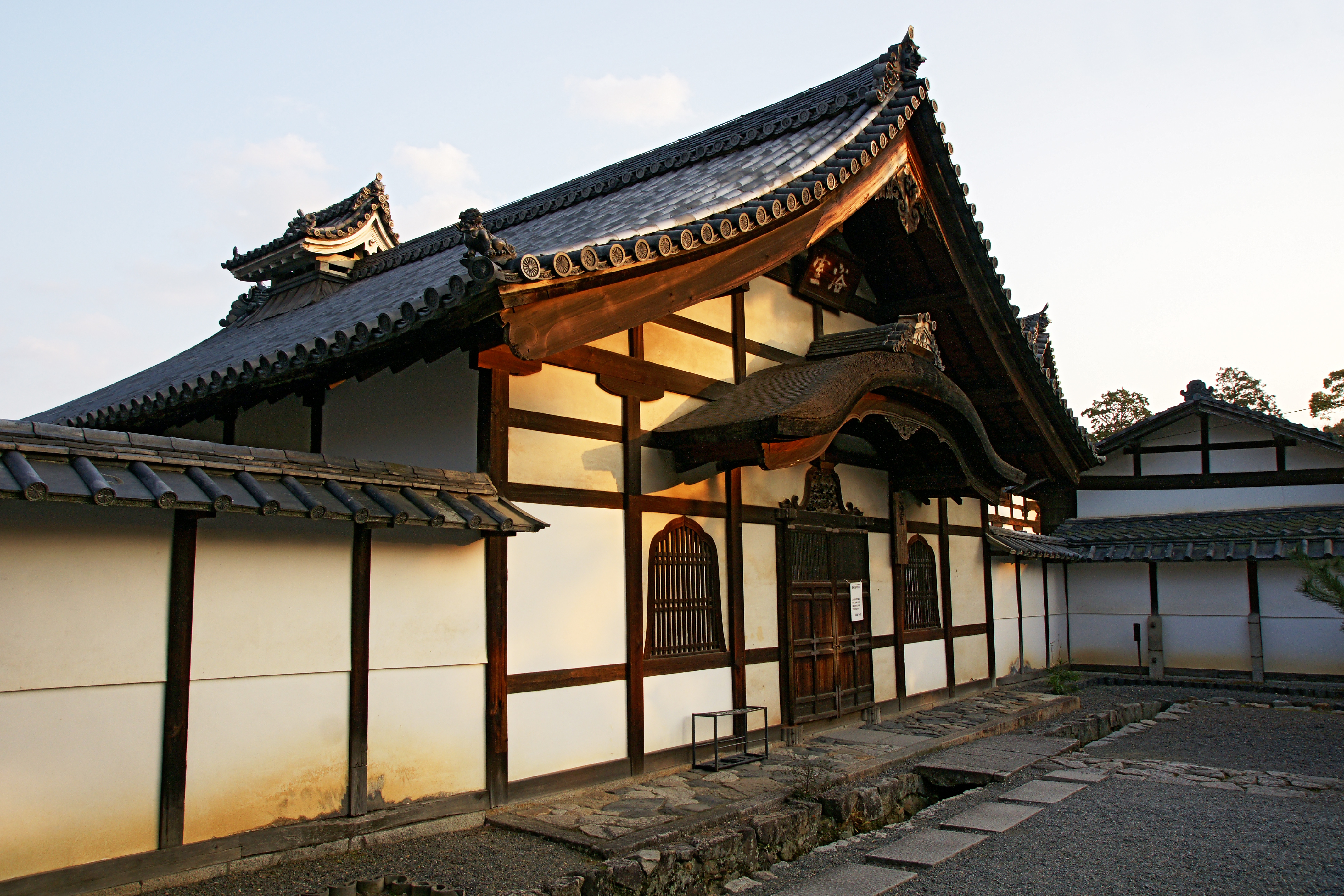
Yokushitsu